# Pescaturismo
Il pescaturismo è una forma di attività turistica integrativa alla pesca artigianale regolamentata in Italia dal decreto ministeriale 13 aprile 1999, numero 293 (G.U. n. 197 del 23 agosto 1999) e successivamente dal Decreto Legislativo n.4 del 9 gennaio 2012 (come modificato dalla Legge 7 agosto 2012 n.134). Che consente di portare a bordo dell'imbarcazione da pesca turisti e mostrare l'attività di pesca professionale ed escursioni della costa.
Possono esercitare l'attività di pescaturismo solo gli imprenditori ittici singoli o riuniti in cooperative e loro consorzi, in possesso di un'imbarcazione da pesca e della relativa licenza. I possessori di imbarcazione ma non di licenza di pesca possono limitarsi al trasporto passeggeri. 
Le imbarcazioni non possono spingersi oltre le tre miglia dalla costa e sempre all'interno delle acque del compartimento marittimo di appartenenza.
Possono essere utilizzati tutti i tradizionali mezzi di pesca, escludendo i sistemi da traino e a circuizione.
Il pescaturismo è quindi a tutti gli effetti un'attività complementare alla pesca professionale ed è stata istituita con lo scopo di supportare il reddito dei pescatori.  
Spesso pescaturismo ed ittiturismo sono confuse. Si tratta di due attività diverse e complementari, la prima è riferita all'esercizio delle attività di pesca. L'ittiturismo è invece da intendersi come l'insieme della attività turistiche esercitabili dal pescatore quali ospitalità in case e villaggi di pescatori, e ristorazione a base di pescato. 